# Aldo Nova
Aldo Nova (n. Aldo Caporuscio, Montreal, 13 de noviembre de 1956) es un guitarrista y cantante de rock canadiense, que también se ha desempeñado como productor.

## Biografía
Nova nació el 13 de noviembre de 1956 en Montreal, provincia de Quebec.
Debutó en 1982 con un álbum homónimo, el cual contenía los exitosos sencillos "Fantasy" y "Foolin' Yourself", seguido de Subject... Aldo Novas Lino, de 1983, los cuales fueron sus discos más conocidos, especialmente el primero, que alcanzó el doble platino en EE. UU..
A lo largo de su carrera Nova grabó cinco álbumes de estudio, siendo el último Nova's Dream, de 1997.
Guitarrista virtuoso, al mismo tiempo que su rol como músico, Aldo Nova se dedicó a la composición para otros artistas (entre ellos Jon Bon Jovi o Céline Dion), y a la producción musical, facetas a las que se ha abocado especialmente desde la década del 2000.

## Discografía
- Aldo Nova (1982)
- Subject... Aldo Nova (1983)
- Twitch (1985)
- Blood on the Bricks (1991)
- Nova's Dream (1997)